# Kauehi
Kauehi, également connu sous le nom de Putake, est un atoll de l'archipel des Tuamotu en Polynésie française. Il dépend administrativement de la commune de Fakarava. Depuis 1977, Kauehi fait partie des sept atolls de la commune de Fakarava classés Réserve de biosphère par l’UNESCO.

## Géographie

### Situation
Kauehi est situé à 17 km au nord-ouest de Raraka, l'île la plus proche, à 45 km au nord-est de Fakarava et à 462 km au nord-est de Tahiti. De forme ovale, Kauehi s'étend sur 24 km de longueur et 18 km de largeur maximales pour une surface de terres émergées d'environ 15 km2. Son grand lagon de 320 km2 est accessible par une passe navigable, dite passe Arikitamiro.

### Géologie
D'un point de vue géologique, l'atoll est l'excroissance corallienne (de 95 mètres) du sommet d'un petit mont volcanique sous-marin homonyme, qui mesure 1 535 mètres depuis le plancher océanique, formé il y a 52,5 à 58,1 millions d'années.

### Démographie
En 2017, la population totale de Kauehi est de 547 personnes, principalement regroupées dans le village de Tearavero situé sur le grand motu principal à l'est ; son évolution est la suivante :
| 196                                                     | 240 | 699 | 701 | 552 | 531 | 547 |
| Sources ISPF et Gouvernement de la Polynésie française. |     |     |     |     |     |     |

## Histoire

### Découverte par les Européens
Même si l'atoll était sans doute bien connu des marchands de perles, le premier Européen ayant, d'après les archives, mis le pied sur l'atoll fut le capitaine du Beagle, l'Anglais Robert FitzRoy le 13 novembre 1835,. L'expédition américaine d'exploration menée entre 1838 et 1842 visita également l'atoll le 31 août 1839 qui fut alors également nommé Vincennes, par le commandant Charles Wilkes, d'après le nom de son navire.

### Époque moderne
Au XIXe siècle, Kauehi devient un territoire français, peuplé environ 30 habitants, et sert de port de mouillage en raison de l'accessibilité de sa passe.
En 1977, l'atoll – avec six autres de la commune de Fakarava que sont Aratika, Fakarava, Niau, Raraka, Taiaro et Toau – est classé « Réserve de biosphère » par l'UNESCO, classement renouvelé en 2006 et 2017,.

## Faune et flore
L'atoll accueille une population endémique de Chevaliers des Tuamotu et constitue un lieu de ponte des tortues de mer. Il est classé à ce titre comme un conservatoire biologique de très haute importance par l'IUCN.

## Économie
Kauehi vit principalement du tourisme – notamment grâce à l'accessibilité des bateaux de croisière touristique et yachts de moyen tonnage à son lagon par la passe d'Arikitamiro, – et de la pêche lagonaire. Cette dernière est associée à deux parcs à poissons disposés dans les hoas près de Tearavero permettant la production annuelle d'environ 9 tonnes de poissons exportés vers Tahiti, ainsi que, depuis 2018, à la récolte des holothuries (autorisée dans la zone de transition au nord-est de l'atoll) pour l'exportation vers l'Asie. La perliculture est aussi pratiquée sur 150 ha à l'Est du lagon pour l'élevage et le greffage alimentés par un maximum de 500 lignes de collectage de naissain autorisées.
L'atoll est doté d'un aérodrome (NTKA) avec une piste de 1 300 mètres de longueur, inauguré au nord de l'atoll en 2001 et relié par route terrestre au village de Tearavero. Il accueille, en moyenne, environ 175 vols et 3 000 passagers par an, dont 30% en transit.